# Cerro de la Merced
El Cerro de la Merced es un yacimiento de época íbera ubicado a unos 4 kilómetros del casco urbano del municipio cordobés de Cabra, España. Se trata de un recinto fortificado cuadrangular habitado desde el siglo V antes de Cristo y se le considera uno de los recintos ibéricos más relevantes de la Subbética. La zona correspondería a la conocida como Turdetania, muy cerca del límite con la Bastetania y se encontraría en una ruta comarcal entre Ipolcobulcula (Carcabuey) y Licabrum (Cabra).
Este yacimiento forma parte de la denominada ruta turística Andalucía Íbera. Además, la exposición "Entre Iberia e Hispania: El palacio ibérico del Cerro de la Merced de Cabra", que ya se desarrolló en la ciudad egabrense, estuvo presente durante cuatro meses en el Museo Íbero en Jaén desde el 19 de diciembre de 2019.

## Historia

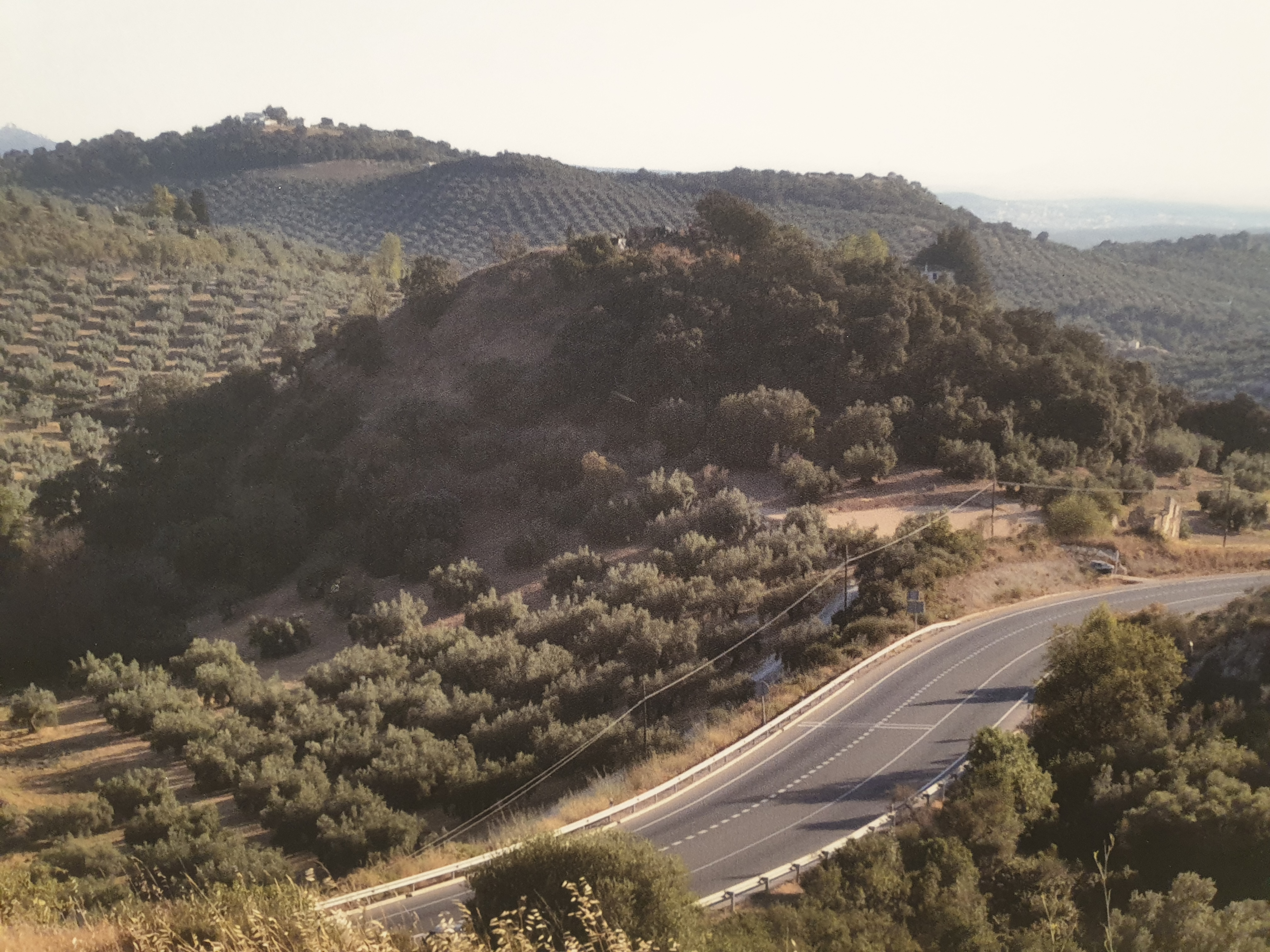
El Cerro de la Merced junto a la A-339, que coincide con la antigua vía que iba desde Cabra a Carcabuey.

Las primeras evidencias de presencia humana datan del Neolítico y la Edad del Bronce, aunque la primera edificación corresponde a los siglos V y VI antes de Cristo, probablemente un santuario íbero. Aunque no quedan restos al completo de esta primera construcción, sí que se conservan bloques de piedra tallada policromadas. La visión desde la cima no es especialmente relevante; no obstante, se puede observar el cerro desde diversos puntos lejanos, por lo que se habría creado para ver visto.
Sin embargo, la mayor parte de las evidencias arqueológicas corresponden a los siglos III y II antes de Cristo, cuando se forró y cubrió el antiguo edificio y se construyó encima un palacio aristocrático íbero. Se levantó un segundo piso y se construyó una azotea, así como una terraza de diez metros de diámetro, que daba la bienvenida a través de una escalinata de acceso. Cuando la República romana ya había entrado en la península ibérica y fundado ciudades como Corduba, todavía había pequeños grupos locales y regionales de príncipes y nobles íberos en el interior de la Subbética como los del Cerro de la Merced. Estos espacios aristocráticos van a sucumbir poco tiempo después al dominio romano, ya que el Cerro de la Merced fue finalmente saqueado, abandonado y derruido. Asimismo, existe constancia de un breve periodo de residencia durante el Emirato de Córdoba.
Numerosos saqueos se produjeron desde entonces en el yacimiento, siendo especialmente relevante el ocurrido a mediados del siglo XVII, probablemente motivado por la búsqueda de tesoros tras la expulsión de los moriscos, atestiguado por una zanja que cruza el complejo y por los vidrios y una moneda del reinado de Felipe IV encontrados de esa época.

## Excavaciones

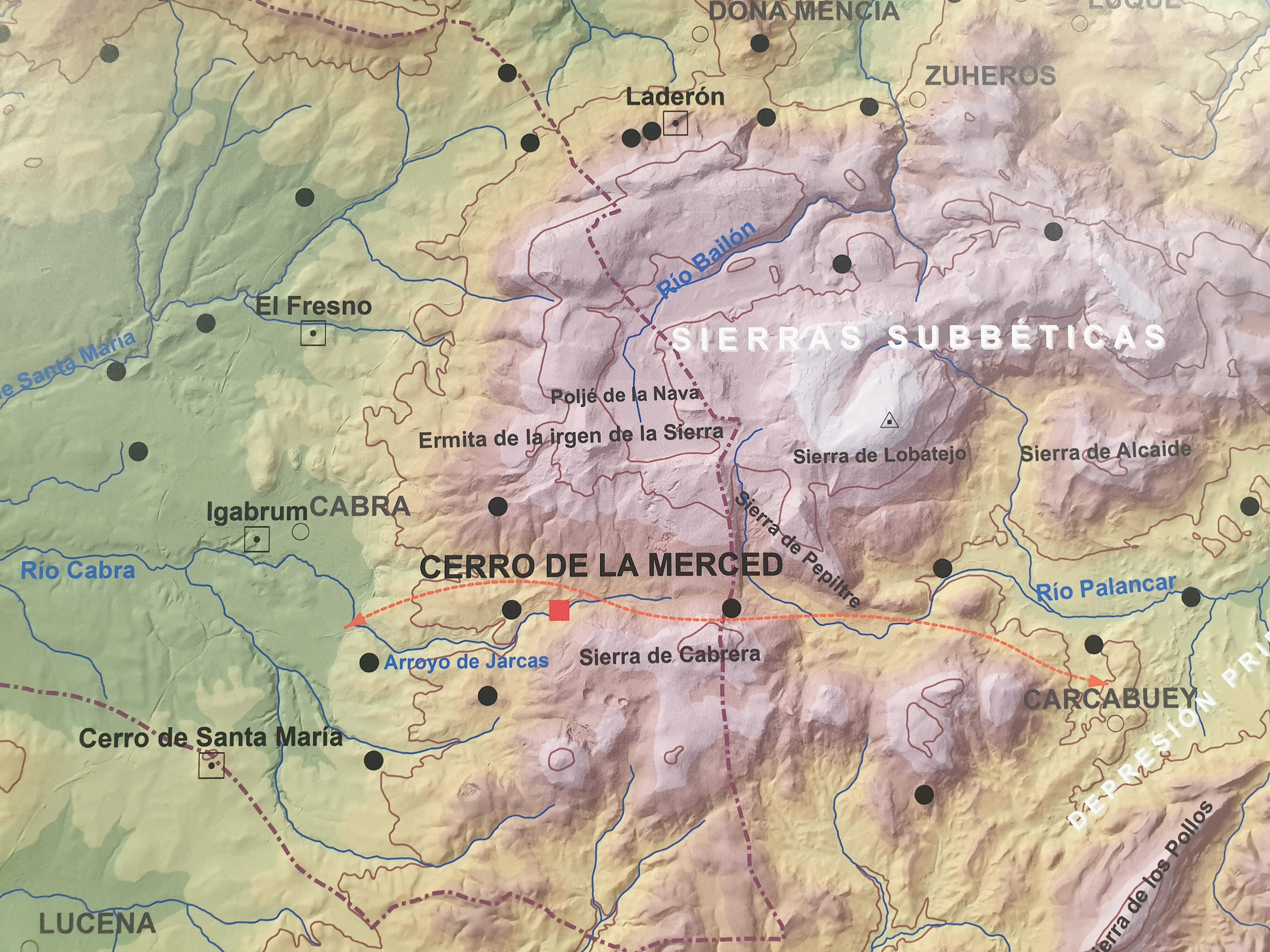
Ubicación del Cerro de la Merced (cuadrado rojo) entre la vía que conectaba las poblaciones de Cabra y Carcabuey en el actual Parque natural de las Sierras Subbéticas.

El lugar del yacimiento se conocía desde antaño. La primera mención data del 1836 por el historiador egabrense Manuel de la Corte en su Memorias del municipio igabrense, mientras que se tienen datos más precisos a partir de 1970 cuando Juan Bernier y Javier Fortea lo incluyen en su catálogo Recintos y fortificaciones ibéricos en la Bética y, además, denuncian una serie de expolios ilegales en el lugar, por los que se perdió un gran patrimonio.
En 2006 se cerró la compra de los terrenos por parte del Ayuntamiento de Cabra para su municipalización y puesta en valor, aunque no pasó a titularidad municipal hasta tres años más tarde. En 2012 comenzaron las primeras campañas de excavación, financiadas por el Ayuntamiento y dirigidas por el catedrático de Arqueología Fernando Quesada Sanz de la Universidad Autónoma de Madrid. Estas excavaciones se encuentran enmarcadas dentro del Proyecto de Investigación de Excelencia del MINECO (Ministerio de Economía y Competitividad). Los resultados fueron excelentes, ya que se han atestiguado grandes muros que alcanzan incluso cuatro metros de grosor, algo inusual en las murallas ibéricas e incluso romanas y se ha confirmado con casi total seguridad que el espacio albergaría dos plantas. En el plano comercial se han encontrado ánforas dedicadas a almacenar principalmente aceite y grano, molinos harineros, pesas de telar y fusayolas; mientras que en el plano militar se han podido atestiguar puntas de lanza, una manilla de escudo (encontrado dentro del propio muro) y fíbulas.
Entre octubre y noviembre de 2019 se instaló una carpa protectora necesaria antes de su futura apertura al público, que se produjo a finales de septiembre de 2023.